# Axel Konrad
Axel Konrad (ur. 2 lutego 1977 w Ingolstadt) – niemiecki DJ, producent muzyczny i właściciel wytwórni płytowej SuprimeMusic (Suprime Records). Tworzy muzykę w gatunkach hands-up, trance, techno, EDM, dance i pop. Wraz z Ole Wierkiem jest producentem muzycznym wielu znanych grup, jak m.in. Groove Coverage, DJane Housekat & Rameez, Baracuda, Age Pee i DJ Valium.
W wieku 14 lat Axel odkrył w sobie pasję do DJ’owania i po kilku latach nauki zadebiutował w 1993 roku jako DJ w klubach w Monachium. Swój pierwszy utwór, który znalazł się na szczycie niemieckich list przebojów, zatytułowany „Keep Da Klubstyle” wyprodukował w 1998 roku jako DJ Valium, wraz z niemieckim producentem, Ole Wierkiem. Dwa miesiące później wyprodukował utwór „R.U.F.F. Beat” pod własnym nazwiskiem i od tego momentu jego kariera muzyczna nabrała tempa i zaczął wyróżniać się w branży. Najbardziej znany jest jednak jako współproducent grupy muzycznej Groove Coverage.
Obecnie mieszka w Ingolstadt, gdzie wciąż zajmuje się produkcją utworów muzycznych.

## Projekty
- 2Girlz
- Age Pee
- Baracuda
- D.A.T.
- Deeplow
- DJ Valium
- DJ Volume
- DJane Housekat
- Future Trance United
- Groove Coverage
- Headquarter
- Kinky
- Lilablassblau
- Ole & Die Hupenbunnys
- Pin Up
- Plastic Men
- Rameez
- Ran Dee
- Renegade:Masterz
- Springbreak
- Straight Flush
- Teenagerz
- Tra-Fick DJs